# Heliophyllum
Genre
Heliophyllum est un genre éteint de coraux de la famille des Zaphrentidae (ordre des Rugosa) qui a vécu au Dévonien, soit il y a environ entre 419,2 à 358,9 millions d'années. Il possédait une vaste aire de répartition et est parfois surnommé corne de coraux.

## Systématique
Le genre Heliophyllum est attribué au paléontologue américain James Hall (1811-1898) que le géologue, minéralogiste et zoologiste américain James Dwight Dana (1813-1895) mentionne dans sa publication de 1846.

## Liste des espèces
Selon Paleobiology Database (25 avril 2022) :
- † Heliophyllum confluens Hall, 1876
- † Heliophyllum halli Edwards & Haime, 1851

## Publication originale
- (en) James D. Dana, « Genera of Fossil Corals of the family Cyathophyllidae », American Journal of Science, and Arts, New Haven, Inconnu, vol. 1, no 2,‎ 1846, p. 178-189 (ISSN 0099-5363, OCLC 5806102, lire en ligne).